# Крих Варфоломій Михайлович
Варфоломій Михайлович Крих (? — розстріляний 1937?) — український радянський діяч, народний комісар радгоспів Української РСР. Член ВУЦВК.

## Біографія
Член РКП(б) з 1919 року.
У 1923—1924 роках — голова виконавчого комітету Золотоніської окружної ради.
У 1926 — серпні 1927 року — голова виконавчого комітету Шевченківської (Черкаської) окружної ради.
У 1928 — листопаді 1929 року — голова виконавчого комітету Мелітопольської окружної ради.
У червні — серпні 1930 року — голова виконавчого комітету Вінницької окружної ради.
З серпня 1930 року — голова видавничого об'єднання в місті Харкові. З листопада 1930 року — член колегії Народного комісаріату освіти УСРР.
На 1934—1936 роки — керуючий (директор) Харківського обласного цукротресту.
22 жовтня 1936 — 1937 року — народний комісар радгоспів Української РСР.
1937 року заарештований органами НКВС. 1937 року засуджений до смертної кари.

## Нагороди
- орден Леніна (1.08.1936)